# I was a teenage werewolf
I was a teenage werewolf – to drugi singiel polskiego zespołu ska Vespa. Singiel wydany w 2008 przez niezależną wytwórnie Showbiz Monstaz Records. Na krążku promującym płytę Potwór znalazło się 6 utworów, w tym 5 remiksów. Do utworu został nakręcony teledysk.

## Lista utworów
1. I was a teenage werewolf
2. I Was A Teenage Werewolf (Remi & Jerry & M.Modoolar rmx)
3. I Was A Teenage Werewolf (Dubai & Jerry rmx)
4. I Was A Teenage Werewolf (Wilkoіak Lubi Triphip – rmx by Milkplus)
5. I Was A Teenage Werewolf (Wilkoіak More Sejten – Milkplus rmx)
6. I Was A Teenage Werewolf (Jerry rmx)

## Skład
- Alicja – saksofon tenorowy, wokal
- Maciek – gitara, drugi wokal
- Szymon a.k.a. "Porek" – trąbka
- Krzaq – gitara basowa, drugi wokal
- Nosek – perkusja
- Waldek – puzon, wokal